# Rico Steinemann

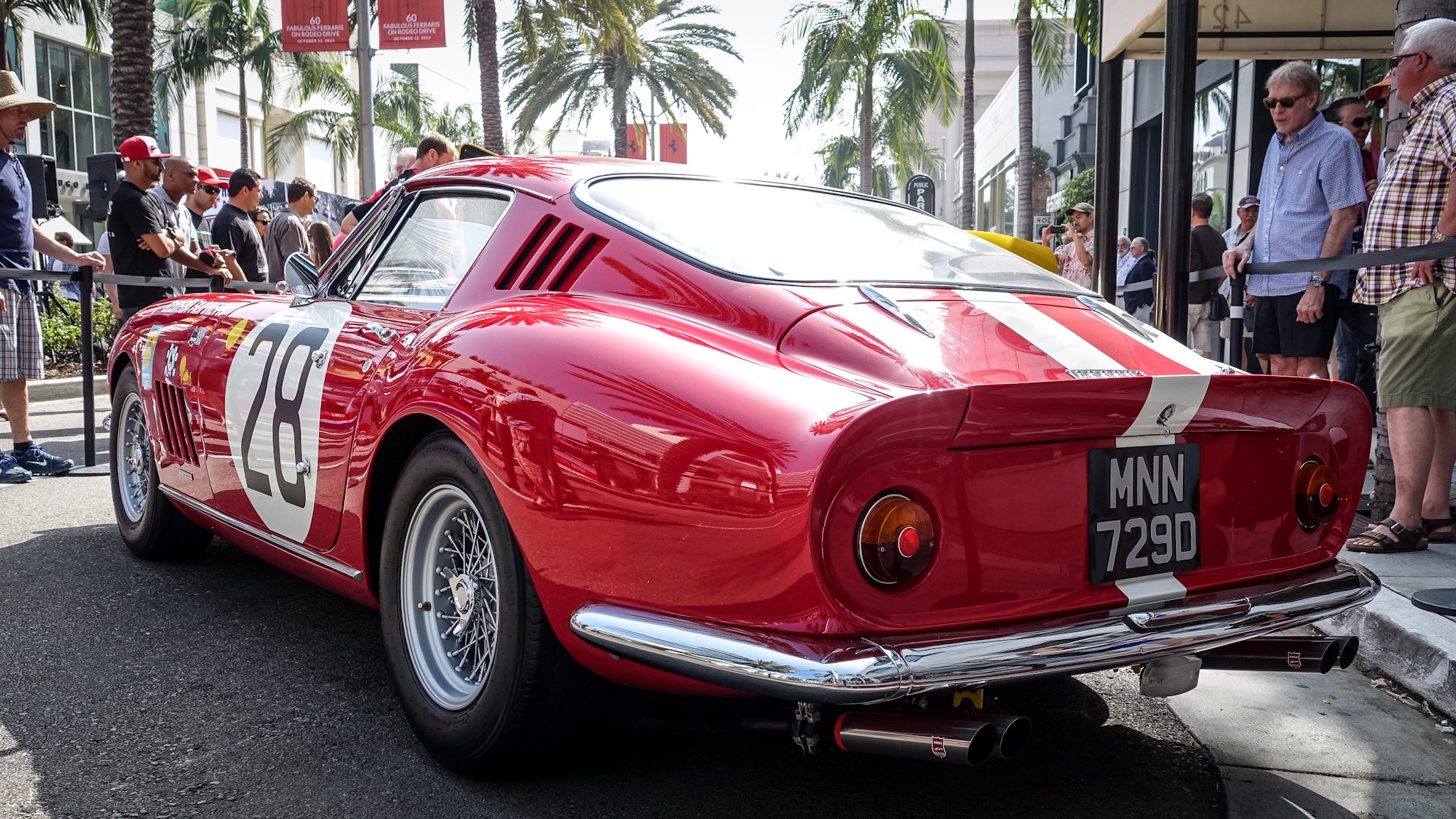
Der Ferrari 275GTB/C, mit dem Rico Steinemann beim 24-Stunden-Rennen von Le Mans 1967 am Start war

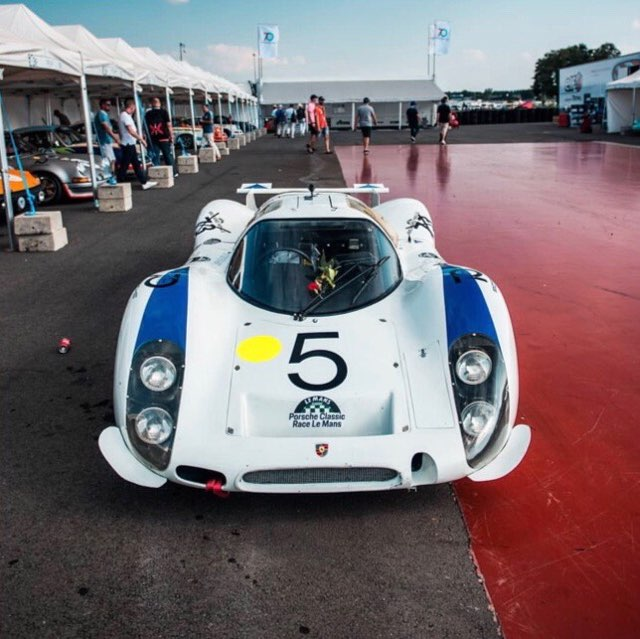
Ein Porsche 908 Langheck aus dem Jahr 1969, als Porsche unter der Rennleitung von Rico Steinemann erstmals Sportwagen-Weltmeister wurde

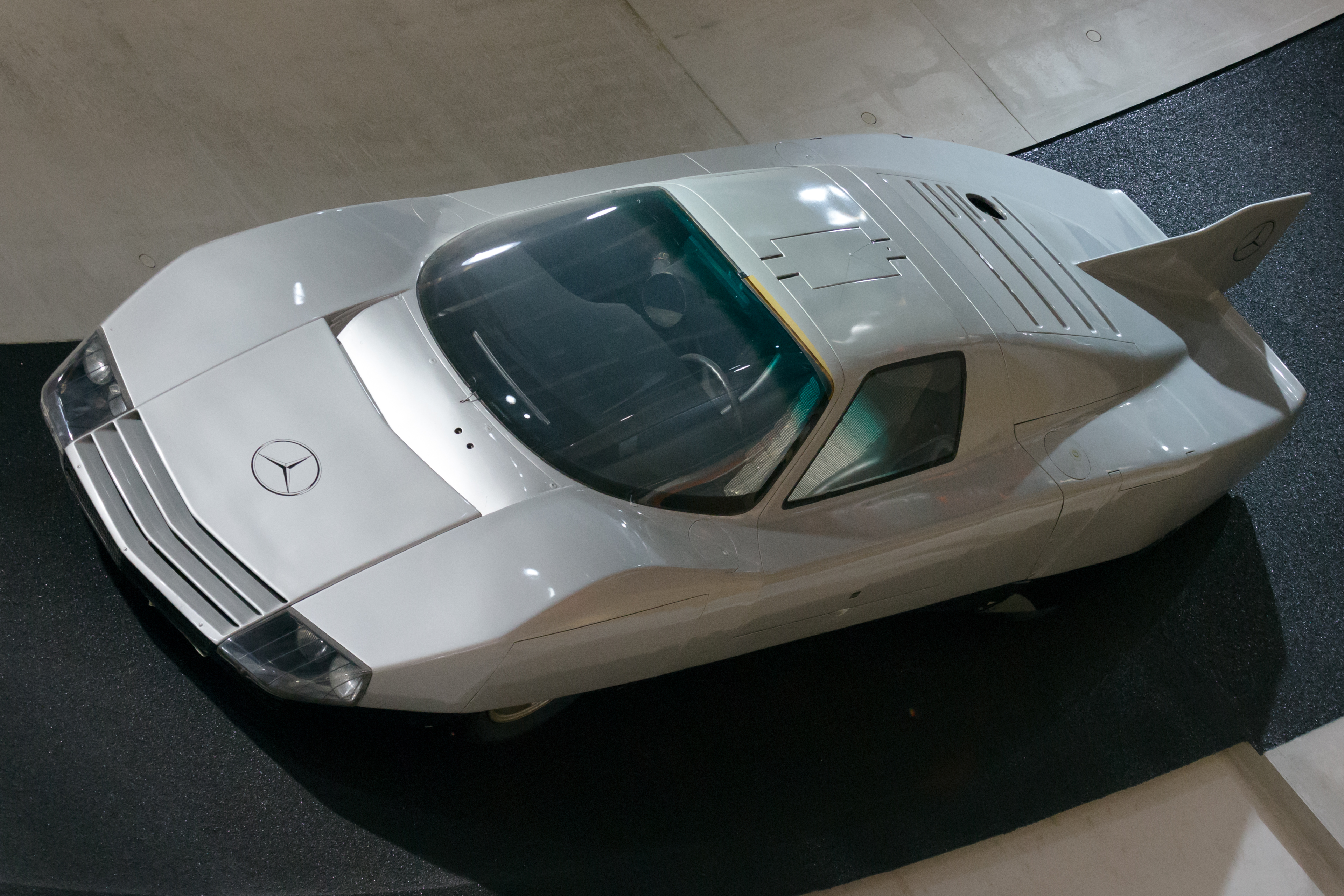
Mercedes-Benz C111 Version III

Gianwirco „Rico“ Steinemann (* 16. Juni 1939 in Zürich; † 12. Juni 2003) war ein Schweizer Journalist, Autorennfahrer und Rennleiter bei Porsche.

## Journalist
Rico Steinemann war bereits einige Jahre als Motorsport-Journalist aktiv, als er 1963 gemeinsam mit dem Rennfahrer und Grafiker Arthur Blank und dem Karikaturisten René Schöni die Zeitschrift Powerslide gründete. Das Rennsport-Magazin war in den 1960er-Jahren der Maßstab für Rennberichte, Fahrerportraits, Fotografie und Layoutarbeiten im deutschsprachigen Motorsportzeitschriften-Bereich. Steinemann reiste mit vielen Fahrern zu Rennen und berichtete ausführlich über seine Erlebnisse und Erfahrungen. Legendär und preisgekrönt war seine Schilderung der Renneinsätze seines Freundes Jo Siffert in Nordamerika. Als Powerslide 1975 in Powerslide-Motorsport Aktuell umbenannt wurde, war Steinemann dort schon ausgestiegen.
Nach seiner Zeit als Porsche-Rennleiter und zwei Jahren Tätigkeit in der Schweizer Werbebranche kehrte Steinemann 1974 zum Sportjournalismus zurück. Bis 1978 leitete er das Porsche-Kundenmagazin Christophorus, arbeitete als Kommentator der Formel-1-Rennen beim Schweizer Fernsehen und war im Organisationskomitee des Genfer Auto-Salons tätig. Außerdem war er ab 1978 viele Jahre Pressechef von Mercedes-Benz in der Schweiz.
In seiner Freizeit schrieb er Bücher, unter anderem über den Porsche 928 und den Rennfahrer Tazio Nuvolari.

## Karriere als Rennfahrer
Seine Karriere als Fahrer begann Anfang 1960er-Jahre bei Bergrennen und Automobil-Slaloms, die vom Schweizer Motorsportverbot ausgenommen waren. Seinen ersten internationalen Auftritt hatte er beim 500-km-Rennen auf dem Nürburgring 1962. Steinemann fuhr bei dem zur Sportwagen-Weltmeisterschaft dieses Jahres zählenden Rennen einen Steyr-Puch 500 D und beendete den Einsatz gemeinsam mit Partner Peter Scherrer als 36. der Gesamtwertung.
In den folgenden Jahren startete er für das Team von Karl Foitek, die Scuderia Filipinetti und die Squadra Tartaruga in der Deutschen Rennsport-Meisterschaft, der Tourenwagen-Europameisterschaft und der Sportwagen-Weltmeisterschaft. 1967 beendete er das 24-Stunden-Rennen von Le Mans mit Teampartner Dieter Spoerry im Filipinetti-Ferrari 275 GTB/C als Gesamtelfter und gewann die Gran-Turismo-Klasse. Sein größter Erfolg als Fahrer gelang ihm bei seinem letzten Start. Wieder im Le Mans wurden 1968 Spoerry und er im Porsche 907 Gesamtzweite.

## Rekordfahrten
1978 war Rico Steinemann einer der Fahrer der Rekordfahrt mit der Version III des Mercedes-Benz C 111. Als der Rekordversuch am 30. April 1978 um 0 Uhr auf der Hochgeschwindigkeitsteststrecke Nardò gestartet wurde, gehörten neben Steinemann der ehemalige Le-Mans-Sieger und Journalist Paul Frère und der Leiter der Mercedes-Benz-Fahrerprobung Guido Moch zum 3-Fahrer-Team. Beim ersten Rekordversuch hatte Steinemann bei 320 km/h einen Reifenplatzer in der Steilwand, konnte den Wagen aber abfangen. Beim zweiten Versuch gelang es dem Fahrertrio während der zwölfstündigen Fahrt eine Durchschnittsgeschwindigkeit von 316 km/h zu erzielen.
Bereits in den 1960er-Jahren hatte Steinemann an einer legendären Rekordjagd teilgenommen. Am 29. Oktober 1967 stellten die vier Schweizer Rennfahrer Jo Siffert, Dieter Spoerry, Charles Vögele und Rico Steinemann in einem Porsche 911R auf der Steilwandbahn des Autodromo Nazionale di Monza mehrere Distanzrekorde auf. Gefahren wurden 15000 Kilometer mit einer Durchschnittsgeschwindigkeit von 210,220 km/h, 72 Stunden mit einem Durchschnitt von 209,940 km/h, 10000 Meilen mit einem Durchschnitt von 210,280 km/h und trotz aufkommenden Nebels und leichten Regens folgten Rekorde über 20000 km und 96 Stunden Fahrzeit.

## Rennleiter bei Porsche
Mitte des Jahres 1968 machte sich die Firmenleitung von Porsche auf die Suche nach einem neuen Rennleiter für das Werksteam, da die langjährige Zusammenarbeit mit Fritz Huschke von Hanstein schwierig geworden war. Ferry Porsche und Entwicklungschef Ferdinand Piëch waren mit den aus ihrer Sicht überholten Führungsmethoden immer weniger einverstanden und trauten dem seit 1951 bei Porsche tätigen von Hanstein nicht mehr zu, das Team zum Gesamtsieg in Le Mans und in der Sportwagen-Weltmeisterschaft zu führen.
Im Frühjahr 1969 wurde Steinemann als neuer Rennleiter vorgestellt, der mit Porsche zwei Titel in der Sportwagen-Weltmeisterschaft erreichte. Trotz der Erfolge waren es zwei schwierige Jahre, da es immer wieder zu Auseinandersetzungen mit Ferdinand Piëch kam. Piëch sah sich als eigentlicher Teamchef, der Entscheidungen von Steinemann immer wieder in Frage stellte und sich in dessen Kompetenzen einmischte. Obwohl Porsche 1970 und 1971 endlich in Le Mans gewann, musste Steinemann hinnehmen, dass beide Erfolge nicht von den Werkswagen eingefahren wurden. 1970 gewannen Hans Herrmann und Richard Attwood im Porsche 917 von Porsche Salzburg, dem Team von Piëchs Mutter Louise. 1971 siegten Helmut Marko und Gijs van Lennep im 917, der Hans-Dieter Dechent gehörte. Ende der Saison 1971 beendete Porsche für einige Jahre das Werksengagement und Steinemanns Vertrag endete.

## Privates
In den letzten Jahren seines Lebens wohnte Rico Steinemann, der ein passionierter Bergsteiger und Segler war, mit seiner Frau Marianne in Russikon in der Nähe von Zürich. Sein Sohn Dieter Steinemann war einige Jahre Eishockey-Profi und arbeitete danach als Investment-Bankier. Rico Steinemann starb nach langen gesundheitlichen Schwierigkeiten und zwei Herzinfarkten im Juni 2003.

## Statistik

### Le-Mans-Ergebnisse
| Jahr | Team                 | Fahrzeug          | Teamkollege    | Platzierung            | Ausfallgrund |
| ---- | -------------------- | ----------------- | -------------- | ---------------------- | ------------ |
| 1967 | Scuderia Filipinetti | Ferrari 275 GTB/C | Dieter Spoerry | Rang 7 und Klassensieg |              |
| 1968 | Squadra Tartaruga    | Porsche 907L      | Dieter Spoerry | Rang 2 und Klassensieg |              |

### Sebring-Ergebnisse
| Jahr | Team              | Fahrzeug      | Teamkollege    | Platzierung | Ausfallgrund |
| ---- | ----------------- | ------------- | -------------- | ----------- | ------------ |
| 1967 | Squadra Tartaruga | Porsche 906LH | Dieter Spoerry | Rang 6      |              |
| 1968 | Squadra Tartaruga | Porsche 910   | Dieter Spoerry | Rang 20     |              |

### Einzelergebnisse in der Sportwagen-Weltmeisterschaft
| Saison | Team                                               | Rennwagen               | 1   | 2   | 3   | 4   | 5   | 6   | 7   | 8   | 9   | 10  | 11  | 12  | 13  | 14  | 15  |
| ------ | -------------------------------------------------- | ----------------------- | --- | --- | --- | --- | --- | --- | --- | --- | --- | --- | --- | --- | --- | --- | --- |
| 1962   | Tartaruga                                          | Steyr-Puch 500          | DAY | SEB | SEB | MAI | TAR | BER | NÜR | LEM | TAV | CCA | RTT | NÜR | BRI | BRI | PAR |
| 1962   | Tartaruga                                          | Steyr-Puch 500          |     |     |     |     |     |     |     |     | 36  |     |     |     |     |     |     |
| 1966   | Squadra Foitek                                     | Lotus Elan              | DAY | SEB | MON | TAR | SPA | NÜR | LEM | MUG | CCE | HOK | SIM | NÜR | ZEL |     |     |
| 1966   | Squadra Foitek                                     | Lotus Elan              |     |     | DNF |     | DNF | DNF |     |     |     | DNF |     |     |     |     |     |
| 1967   | Squadra Tartaruga Mike de Udy                      | Porsche 906             | DAY | SEB | MON | SPA | TAR | NÜR | LEM | HOK | MUG | BRH | CCE | ZEL | OVI | NÜR |     |
| 1967   | Squadra Tartaruga Mike de Udy                      | Porsche 906             | 5   | 6   | 7   | DNF |     | DNF | 11  |     |     | 13  |     | 6   |     |     |     |
| 1968   | Squadra Tartaruga Valvoline Racing Hart Ski Racing | Porsche 907 Porsche 910 | DAY | SEB | BRH | MON | TAR | NÜR | SPA | WAT | ZEL | LEM |     |     |     |     |     |
| 1968   | Squadra Tartaruga Valvoline Racing Hart Ski Racing | Porsche 907 Porsche 910 | DNF | 20  | 7   |     | 9   | 25  | 6   |     | 6   | 2   |     |     |     |     |     |